# Ненашев, Павел Николаевич
Павел Николаевич Ненашев (1914 год, Старица, Астраханская губерния, Российская империя — 20 января 2001 года Трудолюбие) — колхозник, чабан, Герой Социалистического Труда (1966).

## Биография
Родился в 1914 году в крестьянской семье в селе Старица, Астраханская губерния. С 1931 года работал чабаном. В 1934 году вступил в колхоз «Большой Царын» Сарпинского района Калмыцкой Автономной области. Участвовал в Великой Отечественной войне. Воевал в составе 120-го миномётного полка 33-й Армии. За участие в боевых сражениях был награждён медалью «За боевые заслуги». После демобилизации возвратился в родной колхоз, где стал работать чабаном. Позднее был назначен старшим чабаном.
Участвовал во Всесоюзной выставке ВСХВ в 1955 и 1956 годах. В 1959 году был награждён орденом «Знак Почёта». Первым в колхозе внедрил зимний окот и начал ухаживать за спаренной отарой. За достигнутые успехи в развитии животноводства, увеличение производства и заготовок мяса и шерсти был удостоен в 1966 году звания Героя Социалистического Труда.
После выхода на пенсию проживал в селе Трудолюбие Волгоградской области.
Умер 20 января 2001 года в селе Трудолюбие.

## Память
- В Элисте на Аллее героев установлен барельеф Павла Ненашева.

## Награды
- Медаль «За боевые заслуги»;
- Орден «Знак Почёта» (1959);
- Герой Социалистического Труда — указом Президиума Верховного Совета СССР от 22 марта 1966 года;
- Орден Ленина (1966);
- Золотая и серебряная медаль ВДНХ.